# クヴァンツ・タトルトゥー
クヴァンツ・タトルトゥー（Kıvanç Tatlıtuğ、1983年10月27日 - ）はトルコの俳優。

## 出演
- ヂェスール・ベ・ギュゼル(2016年)